# Салтыганово (Камско-Устьинский район)
Салтыга́ново (тат. Салтыйган) — деревня в Камско-Устьинском районе Татарстана. Входит в состав Уразлинского сельского поселения.

## География
Находится в западной части Татарстана на расстоянии приблизительно 6 км на запад по прямой от районного центра поселка Камское Устье.

## История
Известна с 1665 года. По местным преданиям основана переселенцами из деревни Большие Кляри. Упоминалась также как Кляри Другие, Большое Салтыганово. В 1853 году была построена мечеть.
В «Списке населенных мест по сведениям 1859 года», изданном в 1866 году, населённый пункт упомянут как казённая деревня Кляри другие (Большое Салтыганово) 1-го стана Тетюшского уезда Казанской губернии. Располагалась при безымянной речке, по левую сторону Лаишевского торгового тракта, в 35 верстах от уездного города Тетюши и в 10 верстах от становой квартиры в казённом селе Новотроицкое (Сюкеево). В деревне, в 57 дворах жили 282 человека (131 мужчина и 151 женщина), была мечеть.

## Население
Постоянных жителей насчитывалось в 1782 году — 83 души мужского пола, в 1859—297, в 1884—382, в 1897—505, в 1908—600, в 1920—596, в 1926—383, в 1938—430, в 1949—442, в 1958—372, в 1970—279, в 1979—212, в 1989—131. Постоянное население составляло 81 человек (татары 98 %) в 2002 году, 45 в 2010.